# Semrush
Semrush es una plataforma de Software como servicio. Sus funciones incluyen clasificación de datos y recopilación de información sobre palabras clave de Google y Bing. La plataforma fue lanzada por la empresa Semrush Inc, con sede en Boston. Fue fundada por Oleg Shchegolev y Dmtri Melnikov. La empresa tiene 980 empleados.

## Historia
Oleg Shchegolev y Dmitri Melnikov comenzaron como entusiastas del SEO, interesados en nuevas tecnologías, y querían crear una herramienta para identificar las tendencias del mercado y las mejores prácticas de la industria. El software se lanzó como Seodigger antes de convertirse en una extensión de Firefox, y luego pasó a llamarse SeoQuake en 2007, y luego SEMrush. 
En 2016, el software llegó a un millón de usuarios con clientes en más de 100 países. En abril de 2018, la empresa recibió $40 millones en fondos como parte de una transacción de financiamiento codirigida por las firmas de venture capital Greycroft, E.ventures y Siguler Guff, en preparación para su expansión en varias plataformas, incluidas las de Amazon, Microsoft y Baidu. actualizando su nombre de "SEMrush" a "Semrush".
En marzo de 2021, Semrush anunció que había presentado una declaración de registro. El formulario S-1 reveló que la empresa tenía ventas por $144 millones y más de 67.000 clientes.